# Malduč Kačić
Malduč Kačić Omiški ili Malduk (grč. Maldukh Khadzik; lat. Malduco duci Kachetorum) (?, – ?, prije 1238.), omiški knez i vođa omiških gusara iz velikaške obitelji Kačića.
Za vrijeme njegove vladavine omiški gusari su harali Jadranom i napadali strane brodove. Kada su počeli napadati i pljačkati križarske brodove na putu prema Palestini izazvali su reakciju hrvatskog i ugarskog kralja Andrije II. (1205. – 1235.) koji im prijeti da će ih kazniti ukoliko ne prestanu brodovima pljačkati područje otoka Brača i Hvara te teritorij Žrnovnice te ne izbace gusare i patarene iz omiškog kneštva. Prijetnjama se pridružio i rimski papa Honorije III. (1216. – 1227.) koji je nakon travnja 1221. godine poslao u Split svog legata Akoncija, kako bi zaustavio gusarenje i zaštitio križare na proputovanju prema Svetoj zemlji. U ožujku 1222. godine, Akoncije je pisao Dubrovčanima da mu pomognu protiv bosanskih heretika i omiških gusara. Akcija je, prema pisanju splitskog kroničara Tome Arhiđakona (o. 1200. – 1268.) u djelu Historia Salonitana, bila uspješna nakon čega je Omišanima bilo naređeno da spale svoje gusarske lađe (strijele).
Malduka je na mjestu kneza naslijedio sin Pribislav, koji se kao knez spominje već 1226. godine.

## Vanjske poveznice
- Kačići – Hrvatski biografski leksikon
- Kačići – Hrvatska enciklopedija
- Kačići – Proleksis enciklopedija
- Kačići – Pomorska enciklopedija